# Ирина Сирикена
Ирина Сирикена (грч. Ειρηνη Συρικαινα) је била трећа царица-супруга цара Манојла I Трапезунтског. Можда је она иста Ирина Сирикена за коју Михајло Панарет помиње да је каменована до смрти у септембру 1332. у чисткама које су уследиле након ступања Василија Великог Комнина на престо.

## Презиме
Предложено је да је мушки облик њеног породичног имена или "Сирикен" или "Сирикос". Име може бити повезано са острвом Сирос или са изразима „Сириос“, „Сирикос“, „Сиријакос“, све изрази на  грчком језику за термин - сиријски. Географски термин Сирија се такође односио на Коеле-Сирија и Трансјордан.

## Царица
Ирина се укратко помиње у хроници Михаила Панарета: „И син господара Манојла од госпође Ирине Сирикене, господар Георгије Комнин, наследио је престо и владао је четрнаест година“ То указује да је она била мајка Ђорђа, цар Трапезунтског царства и Јован II од Трапезунта, претпоставља се да су били најмлађи Манојлови синови. Мишел Куршанскис је тврдио да се Ирина удала за цара Манојла I нешто после 1253. године, године када је цар Манoјло I послао изасланике француском краљу Лују IX, који је тада био у Сидону након пораза у бици код Фарискура, тражећи да ожени ћерку из његове куће. Ову дипломатску мисију најбоље би објаснила Манојлова потреба за женом, а када је краљ Луј IX Свети одбио да му понуди ћерку, цар Манојло I се касније оженио Ирином.
Цар Манојло I је имао најмање две ћерке чија се мајка не помиње. Оне могу бити деца царице Ирине или неке друге његове жене. Једна од кћери се удала за Деметријуса II од Грузије, друга се удала за једног његовог Дидебула. Иако се у модерним родословима спомиње као име, „Дидебул“ је заправо била титула. Према „Династији Багратиони (Багратион)“ Кристофера Бајерса, Дидебули су били „ненаследни племићи високог ранга, вишег ранга од азнаура, које је обично уживао неко у државној служби“.
Панарет бележи да је цар Манојло I умро у марту 1263. Наследио га је Андроник II од Трапезунта, његов једини познати син од Ане Ксилалоје, његове прве жене. На основу одломка у грузијским „Аналима Себастијана“, Ентони Брајер је тврдио да је Ирина Сирикена играла улогу у свргавању свог сина Ђорђа (који је постао цар 1266. године након смрти свог полубрата цара Андроника II), ако је то тачно, онда је царица Ирина Сирикена, још увек жив јуна 1280.